# Jošihiko Itó (chemik)
Jošihiko Itó, (japonsky 伊藤 嘉彦, Itó Jošihiko; 16. prosince 1937, Ósaka – 23. prosince 2006) byl japonský chemik, spoluobjevitel Saegusovy–Itoovy oxidace.